# Patrice Trovoada
Pour les articles homonymes, voir Emery et Trovoada.
Patrice Emery Trovoada, né le 18 mars 1962 à Libreville (Gabon), est un homme politique santoméen.
Membre de l'Action démocratique indépendante, il en est président depuis 2001. Il est Premier ministre en 2008, puis de 2010 à 2012, de 2014 à 2018 et de nouveau de 2022 à 2025.

## Biographie
Patrice Emery Trovoada naît le 18 mars 1962 à Libreville, au Gabon,.
Son père, Miguel Trovoada, a été président de la République de 1991 à 2001.
Patrice Trovoada est ministre des Affaires étrangères de septembre 2001 jusqu'à sa démission en février 2002. Il se porte candidat à l'élection présidentielle de septembre 2006, mais termine second avec 38 % des voix, battu par Fradique de Menezes, le président sortant.

### Premier ministre
Le Président Fradique de Menezes nomme Patrice Trovoada Premier ministre le 14 février 2008. Il ne conserve son poste que jusqu'au 20 mai suivant, renversé par une motion de censure parlementaire déposée par le Mouvement pour la libération de Sao Tomé-et-Principe – Parti social-démocrate (MLSTP-PSD)
Le 1er août 2010, son parti, l'Action démocratique indépendante (ADI), ayant remporté les élections législatives avec 26 sièges sur 55, il est à nouveau fait Premier ministre le 13 août,. Le 21 novembre 2012, les partis d'opposition MLSTP-PSD, Parti de convergence démocratique - Groupe de réflexion et Mouvement pour les forces de changement démocratique - Parti libéral déposent une motion de censure, l'accusant d'avoir pratiqué des « actes de corruption » et de « s'être engagé dans des négociations avec les sociétés privées à l'étranger à l’insu des ministres responsables des secteurs concernés, sans en informer les organes de souveraineté et encore moins la population ». Elle est approuvée par l'Assemblée nationale le 29 du même mois et Trovoada est démis de ses fonctions le 5 décembre 2012. L'opposition prend le pouvoir au gouvernement et à l'Assemblée. Ces évènements déclenchent des scènes de violence au parlement et la descente dans les rues de plusieurs milliers de soutiens au pouvoir en place.
À la suite de la victoire de l'ADI lors des élections législatives d'octobre 2014, il est nommé pour la troisième fois Premier ministre le 25 novembre suivant.

### Échec aux élections de 2018
Après les élections législatives de 2018 — où l'ADI perd huit sièges et voit la montée de l'opposition — Patrice Trovoada déclare ne pas vouloir être reconduit à son poste de chef du gouvernement,. Le gouvernement est renvoyé par le président de la République, Evaristo Carvalho, le 23 novembre 2018 mais il reste en fonction jusqu'à la nomination d'un nouveau gouvernement, dans la « limite de la pratique des actes nécessaires à la gestion quotidienne des affaires publiques et de l'administration ordinaire » selon le décret présidentiel. Le nom de son successeur est annoncé le 30 du même mois, il s'agit de Jorge Bom Jesus, président du parti d'opposition Mouvement pour la libération de Sao Tomé-et-Principe – Parti social-démocrate. Il entre en fonction le 3 décembre.
Après des désaccords sur le choix de son potentiel successeur à la fonction de Premier ministre, Trovoada démissionne le 28 novembre 2018 de la présidence de l'Action démocratique indépendante. Il annonce également quitter le parti et sa fonction de député, pour lequel il venait d'être élu.
Le nouveau président de l'ADI, Agostinho Fernandes, dont l'élection en mai 2019 est contestée, lui rend finalement le pouvoir quelques mois après son accession. Patrice Trovoada est réélu président à l'unanimité en septembre de la même année. Il est réélu en octobre 2020 mais le scrutin n'est pas reconnu par la Cour constitutionnelle.

### Retour en 2022
Les élections législatives de 2022 voient une nouvelle fois l'ADI arriver en tête, mais aussi une baisse importante du résultat du MLSTP-PSD. L'ADI, conduit par Patrice Trovoada, obtient seul la majorité absolue à l'Assemblée nationale avec 30 sièges sur 55. En conséquence, Trovoada est nommé chef du XVIIIe gouvernement le 10 novembre 2022. Le 6 janvier 2025, le président Carlos Vila Nova, démet Patrice Trovoada, de son poste de premier ministre. Patrice Trovoaca dénonce cette décision et saisit la cour constitutionnelle.

## Accusations
À la mi-2017, Peter Lopes, un ancien officier ayant participé au coup d'État santoméen de 2003 et militant de l'ADI, accuse Patrice Trovoada d'avoir financé l'opération et d'avoir donné l'ordre d'assassiner les hommes d'État Manuel Pinto da Costa, Fradique de Menezes et Óscar Sousa,.
Trovoada est accusé par le gouvernement Jorge Bom Jesus d'irrégularités financières pendant ses quatre années de pouvoir de 2014 à 2018 et d'avoir dissimulé au Fonds monétaire international une dette supérieure à 70 millions de dollars, ce que dément l'Action démocratique indépendante, qui accuse en retour l'exécutif de mener une « propagande politique diffamatoire ».
Craignant une accusation de corruption, il s'exile au Portugal en 2018.